# Comtat de Montagut
El comtat de Montagut és un títol nobiliari concedit l'any 1599 sobre la senyoria de Montagut (Garrotxa) a Guerau de Cruïlles de Santapau i de Cabrera, baró de Castellfollit, Mosset i Llagostera. Posteriorment passà als Negrell, als Margarit i als Bou. Actualment es troba vacant.